# Peter Christian Jacobsen
Peter Christian Jacobsen (* 2. April 1936 in Greifswald) ist ein deutscher Mittellateinischer Philologe.

## Leben
Jacobsen promovierte an der Universität zu Köln mit einer Arbeit über die Quirinalien des Metellus von Tegernsee (1965). Er habilitierte sich ebendort mit einer Schrift über den Chronisten Flodoard von Reims: Sein Leben und seine Dichtung „De triumphis Christi“ (1972). Vom Sommersemester 1988 bis zum Sommersemester 2002 war er Professor für Lateinische Philologie des Mittelalters und der Neuzeit an der Friedrich-Alexander-Universität Erlangen-Nürnberg.

## Schriften (Auswahl)
- als Übersetzer und Herausgeber: Die Geschichte vom Leben des Johannes, Abt des Klosters Gorze (= Monumenta Germaniae Historica. Bd. 81). Deutsch und lateinisch. Harrassowitz, Wiesbaden 2016, ISBN 978-3-447-10559-0.[2]